# 泛鲭鲨属
泛鲭鲨属（学名：Cosmopolitodus）是一类已灭绝的鼠鲨类，生存于晚渐新世至早更新世。模式种枪型泛鲭鲨（Cosmopolitodus hastalis）亦称宽齿鲭鲨（broad-tooth mako），已灭绝的巨型鲭鲨（extinct giant mako）和阔齿白鲨（broad-tooth white shark）等也是枪型泛鲭鲨的常见别称。2021年，平齿鲭鲨（"Isurus planus"）重新归入该属，成为泛鲭鲨属第二个物种平齿泛鲭鲨（Cosmopolitodus planus）。泛鲭鲨属的牙齿最长可达3.5英寸（8.9 cm），其广泛分布于世界各地。泛鲭鲨属可能是大白鲨的祖先，这一观点得到了过渡物种哈贝尔鲨的支持，但截至2021年，尚无相关系统发育学分析可作为证据支撑该观点。

## 词源学
属名源于古希腊语“κοσμοπολίτης”（“kosmopolítēs”，意为“世界公民”）和“ὀδών”（“odṓn”，意为“牙齿”）。模式种枪型泛鲭鲨的种加名“hastalis”可能源于拉丁语“hasta”（意为“长矛”）；平齿泛鲭鲨的种加名在拉丁语中意为“扁平的”；分类有争议的物种刀齿泛鲭鲨的种加名源于古希腊语“ξίφος”（“xíphos”，意为“剑”）和“ὀδών”（“odṓn”，意为“牙齿”）。

## 分类历史

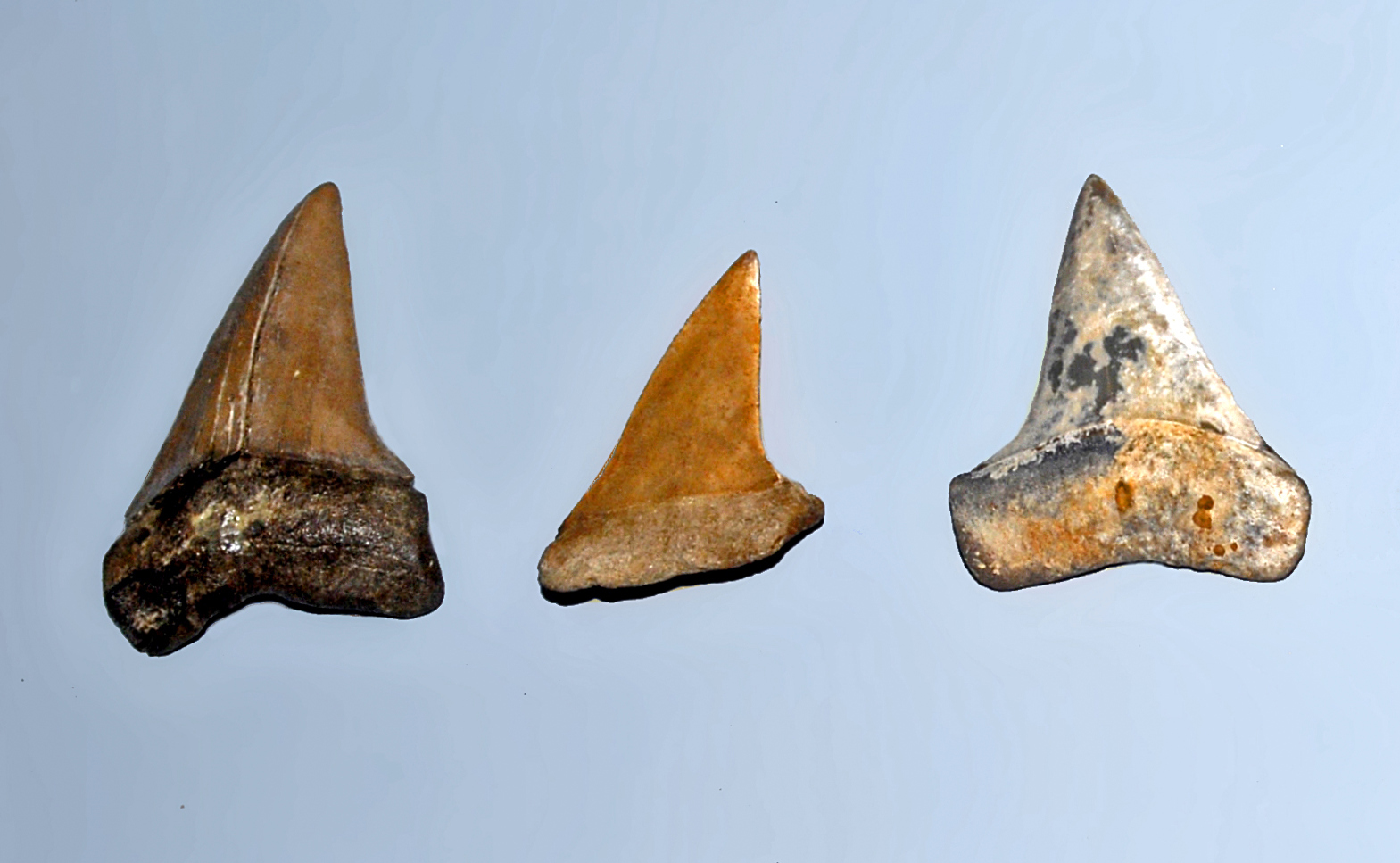
枪型泛鲭鲨的牙齿化石

枪型泛鲭鲨的分类学地位（尤其是泛鲭鲨属）长期存在着争议。瑞士博物学家路易士·阿格西在其1843年发表的论文《Recherches sur les poissons fossiles》 中，最初的二名法学名分别为枪型尖吻鲨（Oxyrhina hastalis）和刀齿尖吻鲨（Oxyrhina xiphodon），
尽管一些迹象表明他早在1838就创建了这一分类单元。从20世纪早期到中期，随着尖吻鲨属逐渐成为垃圾箱类群，先前描述为枪型尖吻鲨或刀齿尖吻鲨的化石标本被发现包括了德索尔鲭鲨（Isurus desori)、后屈鲭鲨（Isurus retroflexus）、埃舍尔若噬人鲨 (Carcharomodus escheri）和贝氏伪鲭鲨（Parotodus benedenii）这四种鲨鱼（前两者均为鲭鲨属早期物种）。最终，后续研究表明，该属中的大部分鲨鱼都与枪型“尖吻鲨”和刀齿“尖吻鲨”不同，于是尖吻鲨属这一分类群此后被废弃，同时相关人士就枪型“尖吻鲨”和刀齿“尖吻鲨”应该被归类为哪个新分类群中提出了另一个问题。目前，该属的分类地位仍然不确定且争论不休。
在尖吻鲨属被废弃后不久，霍莱茨（Holec）等人在1995年将物种hastalis和xiphodon归入鲭鲨属，理由是两者的牙齿与现代灰鲭鲨的牙齿很相似。2001年，沃德（Ward）和邦纳维（Bonavi）的一项研究认为枪型鲭鲨和刀齿鲭鲨是同一个物种，并宣布后者为疑难名。尽管这一结论得到了广泛接受，但一些科学家并不同意，怀特纳克（Whitenack）和戈特弗里德（Gottfried）于2010年进行的一项研究证明了枪型鲭鲨与刀齿鲭鲨之间存在几何形态差异。在有关鲨鱼分类学的辩论中，枪型鲭鲨（Isurus hastalis）这一学名属于“传统观点”。
沃德和邦纳维于2001年重新检查了枪型鲭鲨的牙齿，并注意到它与现存的大白鲨在形态学上非常相似。该研究得出结论，枪型鲭鲨是大白鲨的直系祖先，并且相比于其它鲭鲨，它与大白鲨的关系更为密切。他们将该物种移入了泛鲭鲨属，这是格利克曼（Glikman）于1964年首次提出的一种分类法，但此前一直不被承认。后来的发现支持了沃德和邦纳维关于枪型泛鲭鲨是大白鲨祖先的观点。艾雷特（Ehret）等人于2012年对新发现的哈贝尔鲨的研究进一步巩固了枪型泛鲭鲨是大白鲨祖先的理论，但他们还建议将泛鲭鲨属并入噬人鲨属，并指出这两个属的区别仅仅是枪型泛鲭鲨的牙齿缺乏锯齿边缘和大白鲨的牙齿缺乏副齿尖，并列举了晚中新世枪型泛鲭鲨牙齿拥有基础型锯齿边缘的例子。乔内（Cione）等人也在2012年提出了将泛鲭鲨属中的所有物种转移到噬人鲨属中的可能性，以避免出现其中一个属是并系群的情况。传统上被称为刀齿泛鲭鲨的物种是大白鲨的假定姐妹群，然而该研究还指出，只有在假定的姐妹物种与枪型泛鲭鲨是同一物种时该观点才成立。该研究得出结论，确实存在与枪型泛鲭鲨不同的大白鲨的假定姐妹群，并就此提出了褶齿噬人鲨（Carcharodon plicatilis）这一分类群，进而解决了并系群问题。
然而，云认为，泛鲭鲨属和大白鲨的牙齿化石“发现于同一矿床中，因此前者不可能是后者的年代特异性祖先”。他还指出了“泛鲭鲨属的形态型（morphotype）从未通过系统发育分析测试”这一事实，并表示截至2021年，具有锯齿边缘但牙齿狭窄的噬人鲨属谱系演化自牙齿宽阔但无锯齿边缘的泛鲭鲨属的论点尚不能下定论。

### 演化地位
枪型泛鲭鲨可能是两个演化支的祖先，宽齿型演化出了现生的噬人鲨属，而狭齿型是两种已灭绝的鲨鱼的祖先。

## 描述

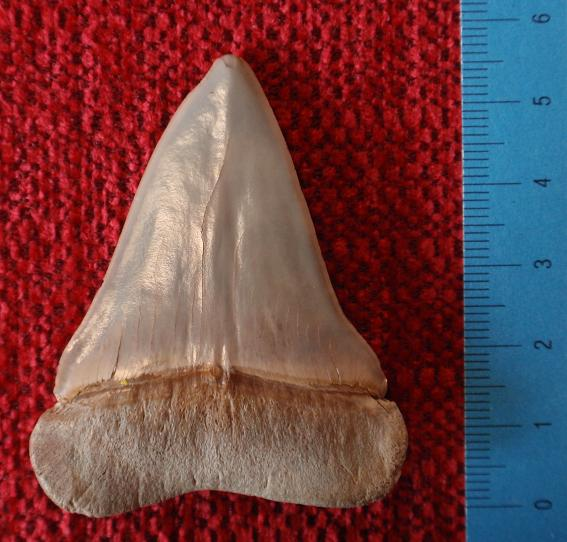
典型的枪型泛鲭鲨宽型齿，发现于阿斯蒂（Asti）地区的上新世地层

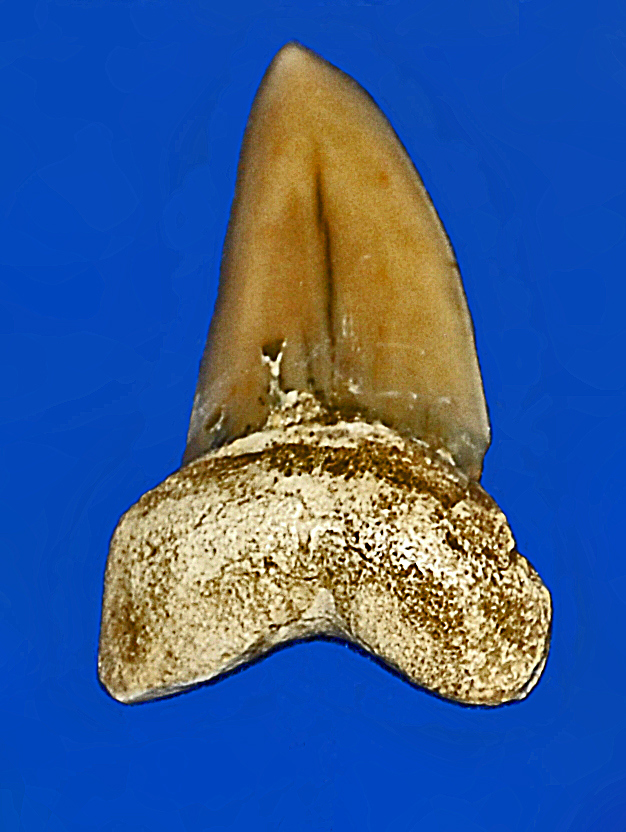
发现于意大利上新世地层的枪型泛鲭鲨狭型齿

枪型泛鲭鲨的牙齿可以长到3.5英寸长，这表明枪型泛鲭鲨是一种大型鲨鱼，其体型可能与现代大白鲨相当。一般认为枪型泛鲭鲨是一个世界种，世界各地都发现了它们的牙齿。枪型泛鲭鲨的牙齿形态可分为两种形式，每种形式对应的枪型泛鲭鲨族群都有其独特的演化路线。枪型泛鲭鲨的最大成体的体长预计为5至7米（16至23英尺）。

### 宽齿型
宽型齿特点是牙齿更宽，通常将其描述为除了没有锯齿边缘外与现代大白鲨的牙齿基本相同。化石证据表明，宽齿型枪型泛鲭鲨是噬人鲨属的直系祖先，来自秘鲁皮斯科组（Pisco Formation）的标本显示了它们之间的进化镶嵌关系。
宽齿型通常也用枪型泛鲭鲨的异名“刀齿”（xiphodon）来称呼，以反映它与狭齿型的区别，尽管这在学术上是无效的。

### 狭齿型
狭齿型牙齿比宽齿型牙齿细，类似于加宽的灰鲭鲨牙齿。与宽齿型不同，狭齿型枪型泛鲭鲨可能是平齿泛鲭鲨（Cosmopolitodus planus，也称钩齿鲭鲨）和埃舍尔若噬人鲨（Carcharomodus escheri，也称锯齿鲭鲨）这两种已灭绝鲨鱼的祖先。

## 古生态学
目前一致认为泛鲭鲨属是海洋哺乳动物捕食者。它们很可能是其生态系统中的主要捕食者之一，以包括小型鲸鱼在内的多种海洋哺乳动物和鱼类为食。一具发现于意大利上新世地层（约400万年前）中的加斯塔尔迪雅士达海豚（Astadelphis gastaldii）骨骼化石上的齿痕显示枪型泛鲭鲨会像现代大白鲨一样从下方和后方攻击猎物。海豚肋骨上最深的咬痕表明枪型泛鲭鲨会瞄准猎物的腹部，迅速对猎物进行致命的撕咬使其失去行动能力。而当海豚第二次受到攻击时，它所受的咬伤位于背鳍附近，这表明海豚受伤时向左进行了转身。咬伤的大小进一步表明，袭击这头雅士达海豚的枪型泛鲭鲨体长约为4米（13英尺），但这条枪型泛鲭鲨并没有吃掉这头雅士达海豚。2017年，科拉雷塔（Collareta）等人在秘鲁发现了一具铰接式的枪型泛鲭鲨骨骼化石，其中保存有其它鱼类的遗骸。

## 扩展阅读
- A. S. Woodward. 1889. （英文） Catalogue of the Fossil Fishes in the British Museum (Natural History) Part 1 1-613
- W. B. Clark. 1895. （英文） Contributions to the Eocene fauna of the Middle Atlantic slope. Johns Hopkins University Circulars 15(121):3-6
- H. W. Fowler. 1911. （英文） A description of the fossil fish remains of the Cretaceous, Eocene and Miocene Formations of New Jersey. Geological Survey of New Jersey Bulletin 4:1-192
- D. S. Jordan et J. Z. Gilbert. 1919. （英文） Fossil Fishes of the Miocene (Monterey) Formations. Leland Stanford Junior University Publications, University Series 13-60
- D. S. Jordan. 1925. （英文） The fossil fishes of the Miocene of Southern California. Stanford University Publications. University Series 4(1):1-51
- M. Leriche. 1942. Contribution a l'etude des faunes ichthyologiques marines des terrains tertiaires de la plaine cotiere Atlantique et du centre des Etats-Unis. Memoires de la Société Geologique de France (Nouvelle Serie) 45:1-111
- S. P. Applegate and L. Espinosa-Arrubarrena. 1996. （英文） The fossil history of Carcharodon and its possible ancestor, Cretolamna: A study in tooth identification. In A. P. Klimley, D. G. Ainley (eds.), Great White Sharks: The Biology of Carcharodon carcharias 19-36
- R. W. Purdy, V. P. Schneider, S. P. Applegate, J. H. McLellan, R. L. Meyer et B. H. Slaughter. 2001. （英文） The Neogene sharks, rays, and bony fishes from Lee Creek Mine, Aurora, North Carolina. Smithsonian Contributions to Paleobiology 90:71-202
- D. S. Vicens et A. Rodríguez-Perea. 2003. （英文） Vertebrats fossils (Pisces i Reptilia) del Burdigalia de cala Sant Vicenc (Pollenca, Mallorca). Boll. Soco Hist. Nat. Balears 46:117-130
- S. Marsili, G. Carnevale, E. Danese, G. Bianucci, et W. Landini. 2007. （英文） Early Miocene vertebrates from Montagna della Maiella, Italy. Annales de Paleontologie 93:27-66
- Fossiles, revue, no 30, 2017. Les fossiles oligocènes-miocènes des environs de Rennes.
- Mikael Siverson, Revision of the Danian cow sharks, sand tiger sharks, and goblin sharks (Hexanchidae, Odontoaspididae, and Mitsukurinidae) from southern Sweden, Journal of Vertebrate Paleontology, 1995, 15(1):1-12
- FossilWorks （页面存档备份，存于）
- Elasmo.com Genere Cosmopolitodus （页面存档备份，存于）